# Hrișcă
Hrișca (Fagopyrum esculentum) este o specie de plante din genul Fagopyrum, familia Polygonaceae. Plantă ierboasă cu o înălțime de 20 – 60 cm. Cu toate că nu face parte din categoria cerealelor, semințele ei sunt asemănătare cu cele de grâu, fiind folosite sub formă măcinată ca făină. Planta provine din Asia, fiind răspândită în Europa de mongoli și turci.
Planta de hrișcă dezvoltă o tulpină principală care crește până la aproximativ un metru înălțime. Pe această tulpină cresc ramuri bogate care dezvoltă frunze verzi, iar la extremități se dezvoltă flori roz sau albe. Singurele părți comestibile din planta de hrișcă sunt semințele. Întrucât nu conțin gluten, semințele de hrișcă sunt indicate pentru consumul celor care au intoleranță la acest gen de componente proteice, în special al celor care suferă de boala celiacă.
Hrișca are un ciclu scurt de vegetație de 90-120 de zile. Înflorirea hriștii are loc la 30-35 de zile de la semănat și durează aproximativ o lună. Semințele de hrișcă încolțesc repede, la 4-5 zile de la semănat, dacă este suficientă umiditate și temperatura depășește 10 grade Celsius. Coacerea boabelor de hrișcă are loc eșalonat, astfel pe o plantă pot fi găsite flori, boabe verzi și boabe maturate. 